# Stanser Joch

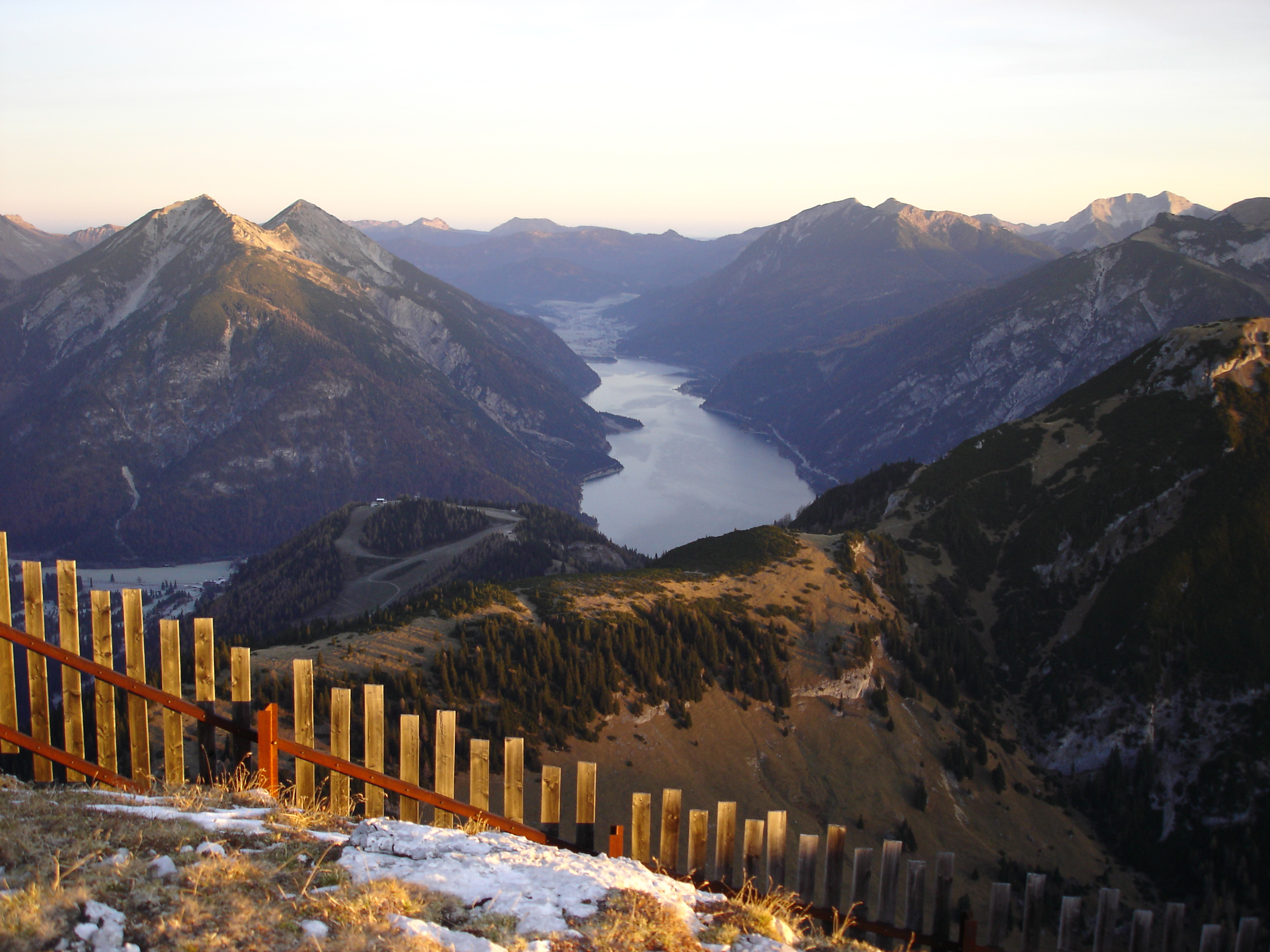
Blick vom Stanser Joch zum Achensee, im Vordergrund einer der Schneeverwehungszäune

Das Stanser Joch ist ein Berg im Karwendel im österreichischen Bundesland Tirol.
Das Stanser Joch liegt als wenig auffälliger Gipfel auf dem langgestreckten Rücken, der vom 1400 Meter entfernt gelegenen Ochsenkopf (2148 m ü. A.) in Richtung Osten zieht. Die Bezeichnung Stanser Joch bezeichnet aber nicht nur die unauffällige 2102 m ü. A. hohe Erhebung, sondern den ganzen flachen Bergrücken. Der Berg liegt zwischen dem Weißenbachtal im Norden und dem Stallental und dem Inntal im Süden. Das Stanser Joch bildet das östliche Ende der Rauer Knöll-Verzweigung östlich der Hinterautal-Vomper-Kette.
Während das Stanser Joch gegen Süden zu mit relativ gleichmäßig geneigten Hängen abfällt, bricht es zum Weißenbachtal hin schroff ab. Über die Südseite führt ein Fahrweg bis zum Hochleger der Stanser Alm (1961 m ü. A.) und weiter zu den Lawinenverbauungen auf etwa 2000 m ü. A. Der restliche Weg zum Gipfelkreuz kann unschwierig über Steige zurückgelegt werden.

## Geologie
Das Stanser Joch wird aus einem verkehrt liegenden Gewölbe aus Wettersteinkalk gebildet. Die Gewölbeachse verläuft in West-Ost-Richtung etwas südlich parallel zum Gipfelkamm. Erwähnenswert sind auch noch Gletscherschliffe, die der eiszeitliche Inngletscher verursacht hat, der zu Zeiten seines Höchststandes den Gipfel noch etwa 100 Meter überdeckt hat. Ein Gletscherschliff ist beim Stanser Alm-Niederleger (1355 m ü. A.) aufgeschlossen.
Das Stanser Joch hat auch geologiegeschichtlich Bedeutung erlangt. 1868 entdeckte Adolf Pichler, dass auf dem Scheitel des Stanser Joch-Gewölbes in Furchen weit ältere Gesteine liegen. Otto Ampferer interpretierte die Entdeckung Pichlers als Reliefüberschiebung, das ist eine Überschiebung von Gesteinspaketen über eine bereits durch Abtragung geformte Landschaft. Ampferer erkannte damit Erosion als wichtigen Faktor der Tektonik. Heute wird die Reliefüberschiebung Ampferers in diesem Gebiet nicht mehr als solche gesehen, sondern als Ergebnis einer südwestlich gerichteten Rücküberschiebung in der Zeit des Tertiärs.

## Lawinenverbauung

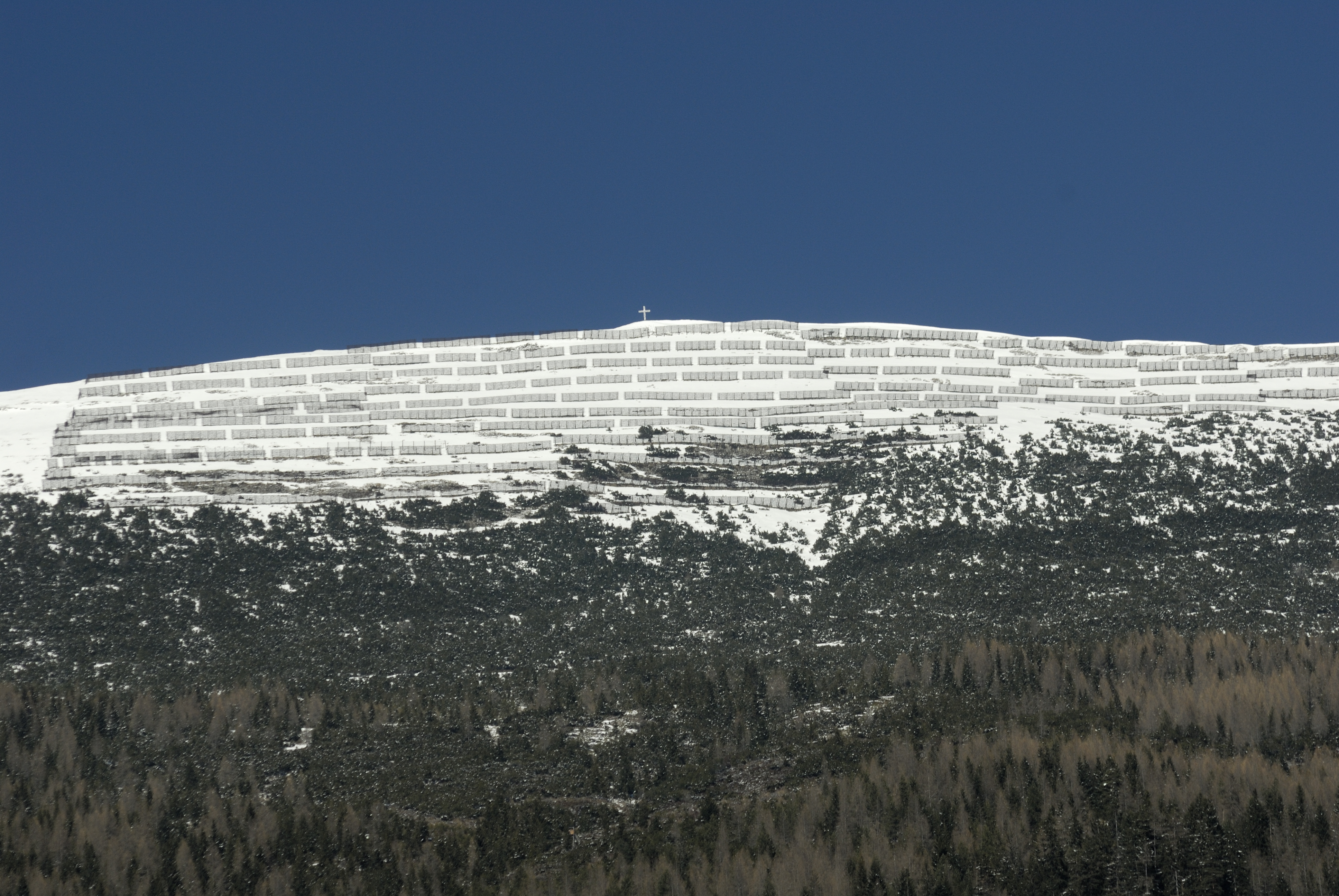
Lawinenverbauung im Gipfelbereich

Der Anblick des Stanser Jochs vom Inntal aus wird heute durch große Lawinenverbauungen im Gipfelbereich geprägt. Immer wieder waren vom Stanser Joch verheerende Lawinen zu Tal abgegangen. So kamen bei einem Lawinenabgang am 3. Februar 1689 24 Menschen ums Leben. Aber auch in neuerer Zeit kam es zu gefährlichen Situationen, so als am Morgen des 21. März 1967 eine Lawine die Wolfsklamm verlegte. Den ganzen Tag blieb der Bach aus und in Stans befürchtete man eine Sturzflut, die aber letztlich ausblieb. Von 1986 bis 1991 wurden im Anbruchgebiet 4450 Meter Stützbauwerke und 636 Meter Schneeverwehungszäune errichtet. Das Anwesen Roßweid östlich vom St. Georgenberg wurde durch einen Lawinenspaltkeil geschützt. Die Kosten der Verbauung beliefen sich auf 43 Millionen Schilling.